# Loi forte des grands nombres
Une loi forte des grands nombres est une loi mathématique selon laquelle la moyenne des n premiers termes d'une suite de variables aléatoires converge presque sûrement vers une constante (non aléatoire), lorsque n tend vers l'infini. Lorsque ces variables ont même espérance, par exemple lorsqu'elles ont toutes la même loi, cette limite constante est l'espérance commune à toutes les variables aléatoires de cette suite. La loi forte est vérifiée sous diverses conditions de dépendance et d'intégrabilité portant sur les variables aléatoires de la suite.
Les exemples les plus célèbres concernent la proportion de résultats pile ou face lors des n premiers lancers d'une série potentiellement infinie de lancers (cette proportion converge presque sûrement vers 0,5), ou la proportion de chiffres 0, 1, 2, ..., 8 ou 9 dans le développement décimal d'un nombre réel tiré au hasard. La première version de la loi forte des grands nombres est due à Émile Borel, qui démontre ainsi, en 1909, le théorème des nombres normaux.

## Énoncé général
Le principe de la loi forte des grands nombres est que sous certaines conditions (sur la dépendance, sur l'homogénéité et sur les moments) la moyenne d'une suite de variables aléatoires {\displaystyle \{X_{n}\}} converge presque sûrement vers la même limite (constante) que l'espérance de la moyenne. En particulier, l'adjectif « fort » fait référence à la nature de la convergence établie par ce théorème : il est réservé à un résultat de convergence presque sûre. Par opposition, la loi faible des grands nombres, établie par Bernoulli, est un résultat de convergence en probabilité, seulement. Soit :
Principe général —  {\displaystyle \qquad ({\overline {X}}_{n}-{\overline {\mu }}_{n}){\xrightarrow {p.s.}}\ 0\qquad \qquad {\text{ avec }}{\overline {X}}_{n}\equiv {\frac {1}{n}}\sum _{i=1}^{n}X_{i}{\text{ et }}{\overline {\mu }}_{n}\equiv \operatorname {E} \left[{\overline {X}}_{n}\right]}
Il existe différents théorèmes selon le type d'hypothèses faites sur la suite {\displaystyle \{X_{n}\}} :
- observations indépendantes et identiquement distribuées,
- observations indépendantes et non identiquement distribuées,
- observations dépendantes et identiquement distribuées.

### Observations indépendantes et identiquement distribuées
Loi forte des grands nombres (Kolmogorov, 1929) — Si {\displaystyle {(X_{n})}_{n>0}} est une suite de variables aléatoires indépendantes identiquement distribuées, on a équivalence entre :
(i) {\displaystyle \ \mathbb {E} \left(\left|X_{1}\right|\right)<+\infty ,}
(ii) la suite {\displaystyle \textstyle {\frac {X_{1}+\cdots +X_{n}}{n}}} converge presque sûrement.
De plus, si l'une de ces deux conditions équivalentes est remplie, alors la suite  {\displaystyle \textstyle {\frac {X_{1}+\cdots +X_{n}}{n}}}  converge presque sûrement vers la constante  {\displaystyle \mathbb {E} (X_{1}).}
C'est la première loi forte à avoir été démontrée avec des hypothèses optimales. Pour la démontrer, il fallait définir rigoureusement le concept de convergence presque sûre, ce qui a amené Kolmogorov à considérer les probabilités comme une branche de la théorie de la mesure, un saut conceptuel dont Kolmogorov prouvait ainsi l'efficacité. La théorie moderne des probabilités s'est construite à partir du travail fondateur de Kolmogorov sur la loi forte des grands nombres. La loi forte des grands nombres est aussi un ingrédient important dans la démonstration d'autres lois fortes des grands nombres, comme le théorème de Glivenko-Cantelli, la LFGN pour les processus de renouvellement, ou la LFGN pour les chaînes de Markov. C'est bien du théorème dû à Kolmogorov que l'on parle lorsqu'on dit « la loi forte des grands nombres », les autres théorèmes n'étant que des lois fortes des grands nombres. Ce théorème est aussi intéressant parce qu'il aboutit à une conclusion plus forte : il établit l'équivalence entre l'intégrabilité de la suite et sa convergence, alors que les autres théorèmes fournissent seulement des implications, sans leurs réciproques. Dans le cas où les termes de la somme sont des variables de Bernoulli, la loi forte des grands nombres a été établie par Émile Borel en 1909. D'autres versions de la loi forte des grands nombres ont succédé à la version due à Borel, jusqu'à la version définitive de Kolmogorov.

### Observations indépendantes et non-identiquement distribuées
Théorème de Markov — Soit {\displaystyle \{X_{n}\}} une suite de variables aléatoires indépendantes d'espérance finie {\displaystyle \mathbb {E} (X_{n})\equiv \mu _{n}}. S'il existe {\displaystyle \delta \in ]0,1]} tel que
{\displaystyle \sum _{n=1}^{\infty }{\frac {\mathbb {E} \left(|X_{n}-\mu _{n}|^{1+\delta }\right)}{n^{1+\delta }}}<\infty }
alors
{\displaystyle {\overline {X}}_{n}-{\overline {\mu }}_{n}{\xrightarrow {p.s.}}0.}
Pour pouvoir relâcher l'hypothèse d'équidistribution, on est amené à faire une hypothèse plus forte sur l'intégrabilité.

### Observations dépendantes et identiquement distribuées
Théorème ergodique — Soit {\displaystyle \{X_{t}\}} une suite de variables aléatoires stationnaire ergodique avec {\displaystyle \mathbb {E} (|X_{t}|)<\infty } et d'espérance identique finie {\displaystyle \mathbb {E} (X_{t})\equiv \mu }. Alors
{\displaystyle {\overline {X}}_{t}{\xrightarrow {p.s.}}\mu .}

## Loi forte des grands nombres de Kolmogorov
La moyenne empirique d’une suite de variables aléatoires indépendantes, identiquement distribuées, et intégrables, converge presque sûrement vers leur moyenne mathématique (ou espérance).

### Autres formulations
On note souvent :
Ainsi l'énoncé devient
Théorème — Pour une suite {\displaystyle {(X_{n})}_{n>0}} de variables aléatoires indépendantes et identiquement distribuées, le fait que {\displaystyle \textstyle {\frac {S_{n}(\omega )}{n}}} soit une suite convergente presque-sûrement est équivalent au fait que {\displaystyle \mathbb {E} \left[\left|X_{1}\right|\right]<+\infty }.
De plus, si l'une de ces deux conditions équivalentes est remplie, on a :

#### Énoncé usuel de la loi forte
L'énoncé ci-dessous est la forme habituelle de la loi forte des grands nombres, et est une conséquence directe (une forme affaiblie) du théorème donné plus haut :
Théorème — Soit une suite {\displaystyle (X_{n})_{n\geq 1}} de variables aléatoires indépendantes et de même loi, intégrables. Alors

#### Remarques
- En statistiques, {\displaystyle \textstyle {\frac {X_{1}+\cdots +X_{n}}{n}}} ou bien {\displaystyle \textstyle {\frac {S_{n}}{n}}} est appelée moyenne empirique des {\displaystyle X_{i}}, et est souvent notée {\displaystyle {\overline {X}}_{n}}.
- On peut formuler l'hypothèse {\displaystyle \left\{\forall n\geq 1,\ X_{n}{\text{ est integrable}}\right\}} sous différentes formes :
  - {\displaystyle \left\{\forall n\geq 1,\ \mathbb {E} \left[\left|X_{n}\right|\right]<+\infty \right\}},
  - {\displaystyle \left\{\forall n\geq 1,\ X_{n}\in {\mathcal {L}}^{1}(\Omega ,{\mathcal {A}},\mathbb {P} )\right\}},
- ou bien encore, puisque les {\displaystyle X_{i}} ont toutes même loi,
  - {\displaystyle \left\{X_{1}{\text{ est integrable}}\right\}},
  - {\displaystyle \left\{\mathbb {E} \left[\left|X_{1}\right|\right]<+\infty \right\}},
  - {\displaystyle \left\{X_{1}\in {\mathcal {L}}^{1}(\Omega ,{\mathcal {A}},\mathbb {P} )\right\}}.

## Démonstration de la loi forte de Kolmogorov

### 1reétape de la démonstration: troncature
On suppose tout d'abord que les variables {\displaystyle X_{n}} sont centrées. On n'abandonnera cette hypothèse qu'à la toute dernière étape de la démonstration. On pose
et
Dans cette section on démontre que
Proposition 1. — Soit une suite {\displaystyle \left(X_{n}\right)_{n\geq 1}} de variables aléatoires indépendantes et de même loi, intégrables. Alors (la loi forte des grands nombres)
est équivalente à
Dans les sections suivantes on va donc démontrer que
L'idée est que plus les variables concernées sont intégrables, i.e. plus la queue de distribution {\displaystyle \mathbb {P} \left(\left|X_{1}-\mathbb {E} (X_{1})\right|\geq x\right)} décroît rapidement, plus il est facile de démontrer la loi forte des grands nombres à l'aide du lemme de Borel-Cantelli. Ainsi il est facile de démontrer une forme affaiblie de la loi forte des grands nombres, par exemple sous l'hypothèse que les variables {\displaystyle X_{n}} sont indépendantes, identiquement distribuées et bornées, auquel cas {\displaystyle \mathbb {P} \left(\left|X_{1}-\mathbb {E} (X_{1})\right|\geq x\right)} est nulle pour {\displaystyle x} assez grand, ou bien sous l'hypothèse, moins brutale, que les variables {\displaystyle X_{n}} sont indépendantes et identiquement distribuées et possèdent un moment d'ordre 4, auquel cas
{\displaystyle \mathbb {P} \left(\left|X_{1}-\mathbb {E} (X_{1})\right|\geq x\right)={\mathcal {O}}\left(x^{-4}\right)}.
Ici, en tronquant les {\displaystyle X_{n}}, Kolmogorov s'est ramené à des variables {\displaystyle X_{n}^{\prime }} bornées et indépendantes, mais qui n'ont pas même loi.

### 2eétape de la démonstration: recentrage
Les {\displaystyle X_{k}} ont beau être centrées, cela n'entraîne pas que les {\displaystyle X_{k}^{\prime }} soient centrées, sauf si on suppose, par exemple, que les {\displaystyle X_{k}} sont symétriques, c'est-à-dire sauf si {\displaystyle X_{k}} a même loi que {\displaystyle -X_{k}}. Par exemple, si {\displaystyle f_{X_{1}}(x)=e^{-x-1}1_{[-1,+\infty [}(x)}, alors, dès que {\displaystyle n\geq 1,} {\displaystyle X_{k}^{\prime }} n'est pas centrée. Il est commode, pour la suite, de centrer les {\displaystyle X_{k}^{\prime }} : on pose
et
Alors
Proposition 2. — Soit une suite {\displaystyle \left(X_{n}\right)_{n\geq 1}} de variables aléatoires indépendantes et de même loi, intégrables. Alors
est équivalent à

### 3eétape:Inégalité de Kolmogorov
C'est l'étape où Kolmogorov utilise l'hypothèse d'indépendance (et, sans le dire, la notion de temps d'arrêt). Par contre, l'Inégalité de Kolmogorov ne requiert pas des variables de même loi.
Inégalité de Kolmogorov. — Soit une suite {\displaystyle \left(Y_{n}\right)_{n\geq 1}} de v.a.r. indépendantes et centrées. Posons
Alors, pour tout {\displaystyle x>0},

### 4eétape: Convergence de séries de variables aléatoires
L'inégalité de Kolmogorov est, avec le lemme de Borel-Cantelli, l'ingrédient essentiel de la preuve de la proposition suivante :
Proposition 3. — Soit une suite  {\displaystyle \left(U_{n}\right)_{n\geq 1}} de variables aléatoires indépendantes et centrées. Si
alors la suite {\displaystyle T_{n}=U_{1}+U_{2}+\cdots +U_{n}} est presque sûrement convergente, ou bien, de manière équivalente, la série {\displaystyle \textstyle \sum _{n\geq 1}\ U_{n}} est presque sûrement convergente.

### 5eétape:Lemme de Kronecker
Lemme de Kronecker. — Soit une suite {\displaystyle \left(a_{n}\right)_{n\geq 1}} de nombres strictement positifs, décroissante vers 0. Si {\displaystyle \textstyle \sum _{n}a_{n}u_{n}} est une série convergente, alors
Pour conclure sa démonstration, Kolmogorov utilise le lemme de Kronecker avec {\displaystyle a_{n}={\tfrac {1}{n}}}, voir section suivante.

### 6eétape: Conclusion dans le cas de variables centrées
Lemme 1. — Avec les notations de l'étape « recentrage », on a
Du lemme 1 et de la Proposition 3, on déduit que, presque sûrement,
puis, grâce au lemme de Kronecker, on déduit que, presque sûrement,
ce qui est équivalent à la loi forte des grands nombres (pour des variables centrées), comme on l'a vu aux étapes « troncature » et « recentrage ».

### 7eétape: décentrage
Si on ne suppose plus les {\displaystyle X_{n}} centrées, mais seulement indépendantes, identiquement distribuées et intégrables, on pose
et, les {\displaystyle {\hat {X}}_{n}} étant centrées, indépendantes, identiquement distribuées et intégrables, la conclusion des étapes précédentes est que
Mais
Donc
C.Q.F.D.

### Réciproque
Supposons que l'ensemble Ωc défini par
est de probabilité 1. Notons {\displaystyle \ell (\omega )} la limite de la suite ci-dessus, lorsqu'elle est définie, i.e. lorsqu'ω appartient à Ωc. L'ensemble Ωc est inclus dans l'ensemble suivant
puisque, lorsque ω appartient à Ωc, on a
Ainsi, l'ensemble Ω0 lui aussi est de probabilité 1. Posons
La limite supérieure des An est disjointe de l'ensemble Ω0 , donc elle est de probabilité nulle. En vertu de la loi du zéro-un de Borel, on en déduit, puisque les événements An sont indépendants, que
Par ailleurs, en toute généralité, comme on l'a vu lors de la première étape,